# Авраменко Степан Степанович
Степан Степанович Авраменко (нар. 13 грудня 1918, село Шамраївка, тепер Сквирського району Київської області — 7 вересня 2010, місто Москва) — радянський діяч, голова виконавчого комітету Новосибірської обласної ради депутатів трудящих, 1-й секретар Амурського обласного комітету КПРС. Кандидат у члени ЦК КПРС у 1966—1971 роках. Член ЦК КПРС у 1971—1986 роках. Депутат Верховної Ради СРСР 6—11-го скликань.

## Життєпис
У 1935 році закінчив Білоцерківський зооветеринарний технікум. У 1935—1941 роках — студент Білоцерківського сільськогосподарського інституту Київської області.
У 1941—1949 роках — ветеринарний лікар районної контори «Заготскот», керуючий районної контори «Заготскот»; старший ветеринарний лікар Барабинського районного відділу сільського господарства, завідувач Барабинського районного відділу сільського господарства Новосибірської області.
У 1949—1955 роках — заступник голови, голова виконавчого комітету Барабинської районної ради депутатів трудящих Новосибірської області; заступник начальника Новосибірського обласного управління сільського господарства.
Член ВКП(б) з 1950 року.
У 1955—1959 роках — 1-й секретар Барабинського міського комітету КПРС Новосибірської області.
У квітні 1959 — грудні 1962 року — голова виконавчого комітету Новосибірської обласної ради депутатів трудящих. У грудні 1962 — травні 1964 року — голова виконавчого комітету Новосибірської сільської обласної ради депутатів трудящих.
9 квітня 1964 — 29 червня 1985 року — 1-й секретар Амурського обласного комітету КПРС.
З червня 1985 року — персональний пенсіонер союзного значення в Москві.
Помер 7 вересня 2010 року. Похований на Троєкуровському цвинтарі Москви.

## Нагороди і звання
- два ордени Леніна (1968, 1975)
- орден Жовтневої Революції (1971)
- три ордени Трудового Червоного Прапора (1966, 1971, 1985)
- орден Дружби народів (1978)
- медаль «За трудову доблесть»
- медалі